# 밸류한진
밸류한진은 사모펀드 KCGI(Korea Corporate Governance Improvement, 케이씨지아이)에서 주주들의 의견을 모으기 위해 만든 웹사이트이다.
한편, KCGI는 LK투자파트너스 출신의 강성부 대표가 2018년 설립한 대한민국의 독립계 사모펀드이다.